# Церква святих верховних апостолів Петра і Павла (Цигани)
Церква святих верховних апостолів Петра і Павла в Циганах — парафія і храм греко-католицької громади Борщівського деканату Бучацької єпархії Української греко-католицької церкви в селі Цигани Чортківського району Тернопільської областb.
Оголошена пам'яткою архітектури місцевого значення (охоронний номер 392).

## Історія церкви
Перша згадка про парафію села Цигани датується 1784 роком, про що свідчать церковні метрики, які вів отець Андрій Домінський. Імовірно, що парафія і церква були дочірніми до парафії села Бурдяківці.
21 вересня 1852 року парафія села Жилинці була приєднана до циганської парафії. Під час душпастирства о. Омеляна Глібовицького парафію відвідували та гостювали в нього видатні українські діячі, зокрема Іван Франко, Богдан Лепкий і Андрій Чайковський. У 1895 році Іван Франко в дерев'яній церкві читав «Апостол» та співав із хором.
У 1902—1903 роках був збудований новий кам'яний храм, який існує й донині. Попередня дерев'яна церква, привезена зі Скали-Подільської, тепер знаходиться в селі Дубівка і є діючою. У 1905 році нову церкву святих верховних апостолів Петра і Павла освятив Станиславівський єпископ Григорій Хомишин. Будівництво профінансували парафіяни. Автор іконостасу — Антон Стрільбицький з Більче-Золотого, а образи Ісуса Христа і Матері Божої написав Юліан Панькевич. Церкву розписували двічі: у 1918 році (художник Дідушенко з Києва) та у 1991 році (художник Шевченко з Одеси). Архітектором був Адам Ланцуцький.
29 вересня 1929 року відбулася Свята Місія, яку провів о. Володимир Пародко, а у 2005 році — о. Михайло Шевчишин, ЧНІ.
До 1946 року парафія належала до Скальського деканату Станиславівської єпархії УГКЦ.
З 1946 по 1991 рік храм і парафія були підпорядковані РПЦ. З 1991 року парафія знову в лоні УГКЦ.
Біля церкви є каплиця з фігурою Божої Матері, два місійних хрести та два хрести на честь хрещення Руси-України. На церковному подвір'ї стоїть дзвіниця 1905 року. На території парафії є три придорожні каплиці та 10 придорожніх хрестів. Візитації парафії проводили владика Григорій Хомишин і владика Бучацької єпархії Іриней Білик.
При парафії діють: братство «Апостольство молитви» і Вівтарна дружина.

## Парохи
- о. Андрій Домінський,
- о. Микола Маліновський (1807—?),
- о. Матей Кінасевич,
- о. Ігнатій Нападієвич (21 вересня 1852—1855),
- о. Теодор Грицина (1855—1866),
- о. Іван Мочульський (1866—1891),
- о. Володимир Кархут (1891—1893),
- о. Омелян Глібовицький (1893—1903),
- о. Дмитро Кардидик (1903—1933),
- о. Степан Лавкевич (1933—1935),
- о. Михайло Царук (1935—1940).
- о. Йосип Антків,
- о. Володимир Зависляк,
- о. Василь Бігун,
- о. Михайло Грицьків (з 20 червня 2010).